# 洪其德
洪其德（1975年10月24日—），台灣演員。爺爺洪鼎元曾任刑事警察局局長，父親洪濬哲是前籃球國手、也是前立委。
洪其德以外景主持人出道，然而2007年爆發吸毒事件送交勒戒所。出獄後2008年起與藝人戎祥合資包子店生意，但是不久後又爆發酒後駕車撞死婦人意外，後來與家屬以330萬台幣和解，現已退出演藝圈，並轉往餐飲界穩定發展。 

## 作品

### 節目主持人
- 八大GTV28台「娛樂百分百」（周六、周日主持）
- 八大GTV28台「黄金征服者」
- 八大GTV27台「食在好味道」
- 八大GTV28台「世界非常大」
- Much TV「超級百戰」
- Much TV「3Q SO Much－e狀元」
- Much TV「Much探险王」
- Much TV「2001世纪大占卜」
- 華視「愛的護照」（旅遊節目）
- 華視「群星會鐵人」（綜藝節目）
- 三立都會台「完全娛樂」（周末主播）
- 1999年 華視《地球萬萬歲》

### 電視劇演出
- 華視「全家福」飾 長子
- 中視「明日英雄」
- 八大「燃燒天堂」飾 王敏雄
- 民視「偷天換日」飾 David（范達偉）
- 衛視中文台「第8號當舖」飾 陳永堂，柯德（小神仙單元）
- 衛視中文台「驚異傳奇」飾 許仁強 （明日報單元）
- 衛視中文台「驚異傳奇」飾 許世光（過去式男人單元）
- 華視「烟雨江南」飾 杜劍忍（韋俊）
- 三立台灣台「海波浪」飾 阿義
- 台視「一家之鼠」
- 中視「我的秘密花園」客串
- 公視「情人的眼淚」 飾 花花公子

### 廣告
- 麥當勞
- 大慶汽車「SUBARU IMPREZA TURBO篇」

### MV演出:
- 1994 張洪量 (難以捉摸你的心)

### 舞台劇演出
- 1994年國家戲劇院實驗劇場「第一件差事」

## 外部連結
- 洪其德的部落格